# Benjamin Blaikner

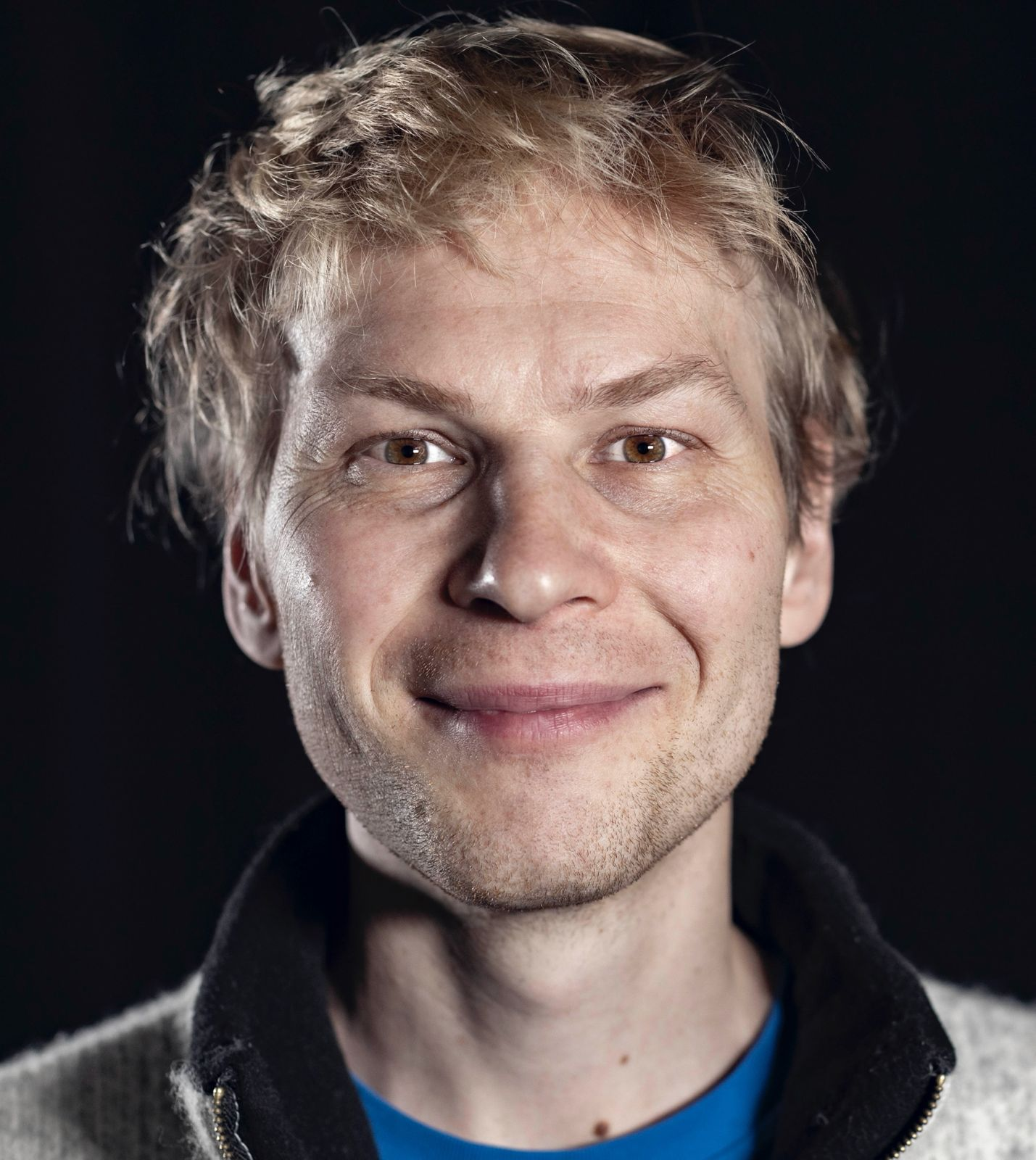
Benjamin Blaikner (2024)

Benjamin Pascal Blaikner (* 6. April 1985 in Salzburg) ist ein österreichischer Regisseur, Autor, Musiker, Tänzer und Komponist.
Er ist Gründer des Vereins „Theater der Mitte“ und seit 2017 Vorstandsmitglied des „Theater ecce“. Im kleinen theater Salzburg leitet er den Jugendclub, das künstlerische Betriebsbüro, sowie die Dramaturgie und Öffentlichkeitsarbeit. Seit 2024 ist Blaikner außerdem Vorstandsmitglied der Dachverbands Salzburger Kulturstätten.

## Werdegang
Benjamin Blaikner studierte von 2004 bis 2008 Philosophie an der Kultur- und Gesellschaftswissenschaftlichen sowie an der Katholisch-Theologischen Fakultät der Universität Salzburg. Den Studienabschluss erlangte er 2008 als Magister der Philosophie (Mag.phil.) sowie als Magister der Katholisch-Theologischen Fakultät (Mag.phil.fac.theol.). Danach setzte er sein Studium mit einem Doktoratsstudium der Philosophie an der Kultur- und Gesellschaftswissenschaftlichen Fakultät Salzburg fort, das er 2012 mit dem Titel „Dr.phil.“ abschloss.
Parallel zu seiner akademischen Laufbahn bildete sich Blaikner in den Bereichen Musik, Tanz und Schauspiel weiter. Er studierte E-Bass am Vienna Music Institute (VMI) und nahm Kompositionsunterricht bei Samu Gryllus und Markus Geiselhart, mit Schwerpunkten auf Klassik, Neuer Musik, Jazz und Big Band. Zudem legte er Schauspielprüfungen bei der Paritätischen Prüfungskommission ab und besuchte Seminare für Regie und kreatives Schreiben.

### Künstlerische Tätigkeit
Blaikners Inszenierungen wurden an zahlreichen Bühnen im In- und Ausland gezeigt, darunter das Theater Kosmos Bregenz, das Staatstheater Radu Stanca Sibiu in Rumänien, das Schauspielhaus Salzburg und das Landestheater Salzburg. Mit vielen seiner Stücke war er außerdem auf internationalen Festivals und Tourneen unterwegs. Bis 2024 verfasste Blaikner mehr als 20 Theaterstücke und Drehbücher sowie über 200 Kompositionen. Seine Werke wurden in Kanada, der Ukraine, Ungarn, Deutschland und Österreich uraufgeführt.
In seiner musikalischen Laufbahn wirkte Blaikner unter dem Künstlernamen „Ben Pascal“ in verschiedenen Formationen und Projekten mit. Mit der Band „Stiff Toes“ veröffentlichte er 2012 die CD "Sacrifice", die Radio-Airplay und TV-Präsenz erlangte. Weitere Bands und Projekte wie „Monofunktional“ folgten, wobei Blaikner als Komponist, Produzent und Musiker tätig war. Seine Kompositionen wurden bei internationalen Festivals wie dem „Murau International Music Festival“ und in Clubs wie dem Porgy & Bess in Wien aufgeführt. Blaikner arbeitete u. a. mit Marino Formenti, Konstantin Wecker, Michael Dörfler (Produzent u. a. Fantastische 4 und Thomas D) und Christoph Cech zusammen.
Als Tänzer und Choreograf erhielt Blaikner bereits früh Anerkennung. 2006 gewann er mit dem Stück „Break Me Amadeus“ einen Preis im Mozartjahr. Die Produktion „Nachtasyl“, wo er als Tänzer und Schauspieler fungierte, wurde 2008 mit der „Rose der Menschenrechte 2008“ geehrt. Er war außerdem Mitglied der Nobulus Dance Company, mit der er 2009 europaweit auftrat.

## Theater
| Jahr | Stück                                                | Funktion                        | Bühne |
| ---- | ---------------------------------------------------- | ------------------------------- | --- |
| 2014 | Aufzeichnungen aus dem Kellerloch                    | Hauptdarsteller und Organisator | Kavernen Salzburg |
| 2016 | Heroes                                               | Autor und Regie                 | MuTh Wien |
| 2017 | Schlafstörungen                                      | Regie- und Produktionsassistenz | Theater ecce |
| 2017 | Betrogene Brüder                                     | Regieassistenz und Schlussregie | Theater ecce |
| 2017 | Opportunities and Choices                            | Regie                           | Auswahl beim Komödienfestival „Die Freiheit des Lachens“. Teile davon wurden zwischen 20. und 24.09. im Salzburger Landestheater gezeigt.                                                                                     |
| 2018 | Ansichtssache                                        | Autor und Regie                 | OFF Theater Salzburg |
| 2018 | All Inclusive                                        | Autor und Regie                 | ARGEkultur Salzburg |
| 2018 | Hölle, Hölle, Hölle                                  | Regie                           | Schauspielhaus Salzburg, auch 2021 u. 2019 in Österreich und Schweiz |
| 2019 | Die goldene Axt                                      | Autor und Regie                 | kleines theater Salzburg |
| 2020 | Thinderella                                          | Autor und Regie                 | 33. internationalen Theaterfestivals Festivals Luaga und Losna, Oval Salzburg 2022 |
| 2020 | Der Prozess                                          | Regie                           | Schauspielhaus Salzburg (coronabedingt online) |
| 2019 | Tinder - A fucked up Night                           | Autor und Regie                 | Schauspielhaus Salzburg; 2024 Wiederaufnahme im kleinen theater Salzburg, sowie in Graz, Schladming, 32. Internationale Welser Figurentheaterfestival, Internationales Monodrama Festival Luxemburg, Heidelberger Theatertage |
| 2021 | Fettes Schwein                                       | Regie                           | Volxommer Festival in Saalfelden; kleines theater Salzburg |
| 2021 | unter_Grund                                          | Autor und Regie                 | OFF Theater Salzburg |
| 2021 | Ritter Kamenbert                                     | Regie                           | Schauspielhaus Salzburg |
| 2021 | Die Geschichte von den Pandabären                    | Regie                           | Staatstheater Radu Stanca Sibiu und ARGEkultur |
| 2022 | Arme Leute (von heute)                               | Autor und Regie                 | ARGEkultur Salzburg |
| 2022 | Die Entführung des Thomas G.                         | Autor und Regie                 | Theater Kosmos (Bregenz) |
| 2022 | Schneewittchen und die 7 Zwerge                      | Regie                           | Theater Anthering |
| 2022 | Zimmer Frei                                          | Regie                           | Bachschmiede Wals |
| 2023 | Heute Abend: Lola Blau                               | Regie                           | Schauspielhaus Salzburg |
| 2023 | Jubel, Trubel, Eitelkeit                             | Regie                           | Bachschmiede Wals |
| 2023 | Alle guten Dinge sind Drei                           | Autor und Regie                 | kleines theater Salzburg, sowie 2024 Tour in Salzburg, Seekirchen, Innsbruck, Klagenfurt, Bregenz |
| 2023 | Drei Tage Wach                                       | Autor und Regie                 | ARGEkultur Salzburg |
| 2024 | Wir stapeln Stühle                                   | Autor und Regie                 | kleines theater Salzburg |
| 2024 | Der Zwerg Nase                                       | Autor und Regie                 | Burg Mauterndorf, Salzburger Land; kleines theater Salzburg |
| 2024 | Man stirbt nur einmal                                | Regie                           | Bachschmiede Wals |
| 2024 | Weißer Mann:Faust                                    | Regie                           | ARGEkultur Salzburg |
| 2024 | Das Büchergeheimnis                                  | Regie                           | Schauspielhaus Salzburg |
| 2025 | Erben ist nicht leicht                               | Regie                           | K.U.L.T. Hof |
| 2025 | Aufhören - Die wahrscheinlich beste Komödie der Welt | Autor und Regie                 | kleines theater Salzburg |

## Musik
2012
- CD „Sarifice“ (Band: Stiff Toes; Label: sowiesound); Komposition, Text, Produktion, E-Bass, Gesang, Klavier, E-Gitarre, Programming. Airplay und Album der Woche auf verschiedenen Lokalen Radiosendern; die Songs „Feel the Pain“ und „Eyes don’t Lie“ liefen mehrere Wochen auf GoTV[30]

2013
- Single „You’re My Favourite“ (Band: Stiff Toes, Label: sowiesound); Komposition, Text, Produktion, E-Bass. Airplay auf Krone Hit Radio

2014
- CD „So Nah waren Sie dem Tiefpunkt noch Nie“ (Band: Ben Pascal; Label: Tucan Records); Komposition, Text, Produktion, Gesang, Klavier, E-Bass, Programming. Der Song „Spiel mit Mir“ war in der ersten engeren Auswahl für einen Amadeus Songwriting Award. Der Song „Opfer“ war im Finale des „FM4 Protestsongcontests“[31]

2015
- Mit der Band „Monofunktional“ im Finale der „International Jazz Competition Bucharest“.

- CD „Pensées“ (Band: Monofunktional, Label: sowiesound); Komposition, Text, Produktion, E Bass[32]

- Nominierung für den „Stella Award“ (beste Produktion) für das Tanztheater „Boys Awakening“ (Darsteller und Musiker/Komponist/Texter)[33]

- Das Jazz Songbook „Ben Pascal 2013-2015“ mit 90 von mir komponierten und geschriebenen Jazz Songs wurde fertig

2016
- Single Release von „Unter Die Haut“ und „Heute Nacht“ der Band „Hisham“. Verschiedene Airplays in Österreich[34]

- Komponist und Produzent des Fußball Songs: „Wer Wenn Ned Wir“ (Paul); Airplays bei Public Viewings[35]

- Komponist der Musik für das Tanztheaterstück „Running Wild“ (UA: Dschungel Wien), welches die neue Saison im Dschungel Wien eröffnet[36]

- Der Song „Irren ist einfach nur Männlich“ (Text: Johannes Hintersteiner, Musik Benjamin Pascal) ist einer der Siegersongs einer Ausschreibung des österreichischen Komponistenbundes.

2017
- Die Komposition „Tea Party“ wurde beim internationalen Wettbewerb „Music Drama through Art Song“ der Sängerin und Sopranistin Alondra Vega als eines von 14 Stücken ausgewählt. Präsentation am 1. Mai 2017 in Toronto/Kanada[37]

- Die Komposition „My Crown“ wurde beim „Murau International Music Festival“ prämiert und am 25. August 2017 uraufgeführt (Besetzung: Chor, Streichquintett und Rhythmus Gruppe)[38]

- Der Song „Heute Nacht“ ist auf der X-Tra Ordinary CD des Rockhouse Salzburg zu finden (u. a. mit Mynth, The Makemakes, Olympique).[39]

- Produzent und Komponist der Single „Keine Liebe“ (Paul Schuster; Schwaiger Management)

2018
- Uraufführung von „Georg Trakl: Sebastian im Traum - ein Big Band Projekt mit Christoph Cech“ am 14. und 15.12. in der ARGEkultur Salzburg und im Porgy & Bess Wien (Komposition, Organisation)[40]

- Die Komposition „In mein gar zu dunkles Leben“ (Text: Heinrich Heine) wird beim Átlátszó Hang Újzenei Festival ausgewählt und am 15. Januar 2018 in Budapest uraufgeführt[41]

2019
- Auftritte mit der Pop-Band „Hisham“ (u. a. Donauinselfest)

- Uraufführung einer Komposition („Animal Farm“) in Odessa[42]

## Tanz
2006
- Preisträger für das Tanztheaterstück „Break Me Amadeus“ im Mozartjahr (Konzept, Regie, Choreographie, Tanz/Schauspiel), Aufführungen u. a. im Landestheater Salzburg[43]

2008
- Tänzer/Schauspieler des Theater ecce für die Produktion „Nachtasyl“ (das Ensemble gewinnt den Preis „Rose der Menschenrechte 2008“)[44][45]

2009
- Tänzer der Nobulus Dance Company für die „Out of the Shadow“ Tour. Auftritte (u. a.) im Staatstheater Wiesbaden, Stiegl Festsaal (mit der jungen Philharmonie Salzburg), Gasometer (Wien) und Volkstheater (Wien)[46]

## Film
Reason, Kurzfilm, 2014 (Drehbuch, Schauspiel, Musik, Produktion)
Bicycle Tour, Kurzfilm, 2014 (Drehbuch, Regie, Schauspiel, Musik, Produktion)
Ausstrahlungen in Kino und TV

## Auszeichnungen
Tanz
- 2005: Platz 2 im Team bei den Österreichischen Breakdancemeisterschaften in Salzburg[49]

- 2006: Vize-Meister bei den Austrian Open der Kategorie Acro Dance / Streetstyle

- 2006: Preisträger für das Tanztheaterstück „Break Me Amadeus“ im Mozartjahr. Konzept, Regie, Choreographie, Tanz/Schauspiel[50]

Theater und Kultur
- 2008: Ensemblepreis „Rose der Menschenrechte 2008“ mit dem Theater ecce[51]

- 2021: Stipendiat der Dramatiker*innenbörse des 33. internationalen Theaterfestivals Festivals Luaga und Losna (07.09. – 11.09.2021) mit dem Theaterstück „Thinderella“[52]

- 2022: Förderpatenschaft im Rahmen des Salzburgpreises des Kulturfonds der Stadt Salzburg[53]

- 2022: Preisträger der Ausschreibung „Simultan - Projektentwicklung zwischen Regionalmuseen & zeitgenössischen KünstlerInnen in Salzburg“[54]

- 2023: Anerkennungspreis der PRO SALZBURG Landeskulturstiftung[55]

- 2024: Publikumspreis bei den Heidelberger Theatertagen 2024 für „Tinder - A fucked up Night“ (Text und Regie)[56]

Musik
Mehrere Kompositionspreise und damit verbundene Aufführungen in Kanada, Ungarn, der Ukraine, Rumänien und Österreich.
Mehrere Arbeitsstipendien.

## Sonstiges
Sozial- und Bildungsarbeit
Blaikner engagiert sich stark in der Arbeit mit Kindern und Jugendlichen. Er war jahrelang in den Bereichen Tanz, Theater und Musik in Salzburg und Wien als Lehrer für Menschen mit Behinderung, Laien und Profis tätig. 2011/2012 initiierte er ein Theaterprojekt an vier Schulen mit 120 Schülerinnen und Schülern, das von der Bundesministerin gewürdigt wurde. In Kooperation mit der Caritas gab er Workshops zu Themen wie psychiatrische Erkrankungen, Achtsamkeit und digitale Isolation. 2023 gründete er den Jugendclub am kleinen theater Salzburg mit wöchentlich stattfindenden Kursen und Begleitprogrammen.
Jurytätigkeit
2021 und 2024 war Blaikner als Jurymitglied im Rahmen des Juvinale Filmfestivals tätig.
Hörspiel
2022 erstellte er das audiovisuelle Hörspiel „Hammerleute“, das von einer Ausstellung begleitet auf der Burg Mautendorf zu sehen war.
Benjamin Blaikner lebt in Salzburg und ist Vater einer Tochter.